# 名誉医師
名誉医師（めいよいし）とは名誉職として勤務する医師またはその職名、称号。関連する職名に名誉専門医、名誉医長などがある。

## 名誉医師

### 医療機関における名誉医師・準名誉医師
医療機関においては名誉医師という職が置かれる例がある。『官職秘抄』によれば、古代日本では施薬院に名誉医師を置いたとする記述もある他、英国では10世紀、著名な医師・医学博士としてドナルド・コーなる人物がおり、マンチェスター王立病院準名誉医師を務めていたことで知られる。

## 名誉医長

### 医療機関における名誉医長
また、医療機関には診療科の医長を担い、引退した人物に対し名誉医長の職名・称号が贈られる例がある。日本の聖路加国際病院の名誉医長では、内科の安東幸夫、産婦人科の村國茂、精神科の土居健郎などがいる。各診療科の栄誉職・称号としては名誉主任なども参照されたい。

## 名誉医員

### 医療機関における名誉医員
また、名誉医師や名誉医長と類似する病院の名誉職の例としては、名誉医員がある。19世紀英国の病院では非常勤でこうしたポストにつき私費医療を施し、良い収入を得る道があったとされる。

## 名誉専門医

### 学会における名誉専門医
また、医学系学会の資格称号として、名誉専門医が認定される例がある。公益社団法人日本医学放射線学会では、同学会のに所属する65歳以上の専門医でその資格の更新を希望しない者は一定の要件により、名誉専門医となることができるほか、一般社団法人日本心血インターベンション学会では同学会の指定する科目の履修や学術論文の執筆等を受け学会認定の名誉専門医となることのできる道がある。

### 文献資料
- 阿部猛著『日本古代官職辞典』（同成社、2007年）ISBN 4886214150
- 猪飼周平著『病院の正規の理論』（有斐閣、2010年）ISBN 4641173591
- 桐生操著『知れば知るほど悪の世界史』（アドレナライズ、2016年）ASIN B01M6D4VI3
- 細谷亮太著『いい日にしよう、ね！』（主婦の友社、2012年）ISBN 4072775002
- プレジデント編集部編『プレジデント第33巻第1号～4号』（プレジデント社、1995年）

### 報道資料
- 『毎日新聞』1996年1月24日北海道朝刊

### インターネット資料（外部リンク）
- 日本医学放射線学会ウェブサイト「専門医認定更新の変更について 特に65歳以上の方の認定更新の義務化について」
- 日本心血インターベンション学会ウェブサイト「名誉専門医 更新申請」